# Gray (Geórgia)
Gray é uma cidade localizada no estado americano de Geórgia, no Condado de Jones.

## Demografia
Segundo o censo americano de 2000, a sua população era de 1811 habitantes.
Em 2006, foi estimada uma população de 2199, um aumento de 388 (21.4%).

## Geografia
De acordo com o United States Census Bureau tem uma área de 6,3 km², dos quais 6,3 km² cobertos por terra e 0,0 km² cobertos por água. Gray localiza-se a aproximadamente 188 m acima do nível do mar.

## Localidades na vizinhança
O diagrama seguinte representa as localidades num raio de 32 km ao redor de Gray.